# Paus Leo XIII
Paus Leo XIII (Carpineto Romano, 2 maart 1810 – Rome, 20 juli 1903), geboren als Vincenzo Gioacchino Raffaele Luigi Pecci in een Italiaanse grafelijke familie, was de 256e paus van de Rooms-Katholieke Kerk. Zijn pontificaat duurde van 1878 tot 1903. Hij leidde de Kerk tot zijn 93ste levensjaar wat hem, tot op heden, de paus maakt die tijdens zijn ambt de hoogste leeftijd behaalde. Bovendien had Leo XIII het op drie na langste pontificaat, na Petrus, Pius IX en Johannes Paulus II.
Hij staat bekend om zijn intellectualisme, de ontwikkeling van de sociale leer met zijn encycliek Rerum Novarum en zijn pogingen om de positie van de Kerk te bepalen ten opzichte van het moderne denken. Hij beïnvloedde de rooms-katholieke mariologie en promootte zowel de rozenkrans als het scapulier. Hij vaardigde een recordaantal van elf encyclieken over de rozenkrans uit, gaf zijn goedkeuring aan twee nieuwe mariale scapulieren en was de eerste paus die het volledig eens was met het concept van Maria als middelares.

## Levensloop
Pecci werd geboren in Carpineto Romano in Italië ten zuiden van Rome, als zesde kind in een familie van kleine landadel. Hij studeerde onder andere aan de Accademia dei Nobili te Rome.

### Priester en nuntius in België
Hij werd in 1837 tot priester gewijd. Ambitieus en eigenlijk te laag in rang voor de pauselijke academie voor de adel trad hij in dienst van de pausen, waar zijn ster snel rees. In 1843 werd hij nuntius in België, waar de van oorsprong protestantse vorst Leopold I enige jaren tevoren de troon had bestegen. Met zijn hulp werd het Belgisch Pauselijk College in 1844 in Rome opgericht. Mgr. Pecci kwam in conflict met de liberalen en mengde zich in de Schoolstrijd. Omdat hij de bisschoppen hierbij steunde, werd hij op verzoek van Leopold I in 1846 teruggeroepen.

### Aartsbisschop van Perugia
Hij werd in 1846 benoemd tot aartsbisschop van Perugia. Hij werd er bekend door zijn bestrijding van de antiklerikale wetgeving in Italië en zijn bevordering van de studie van het neothomisme.

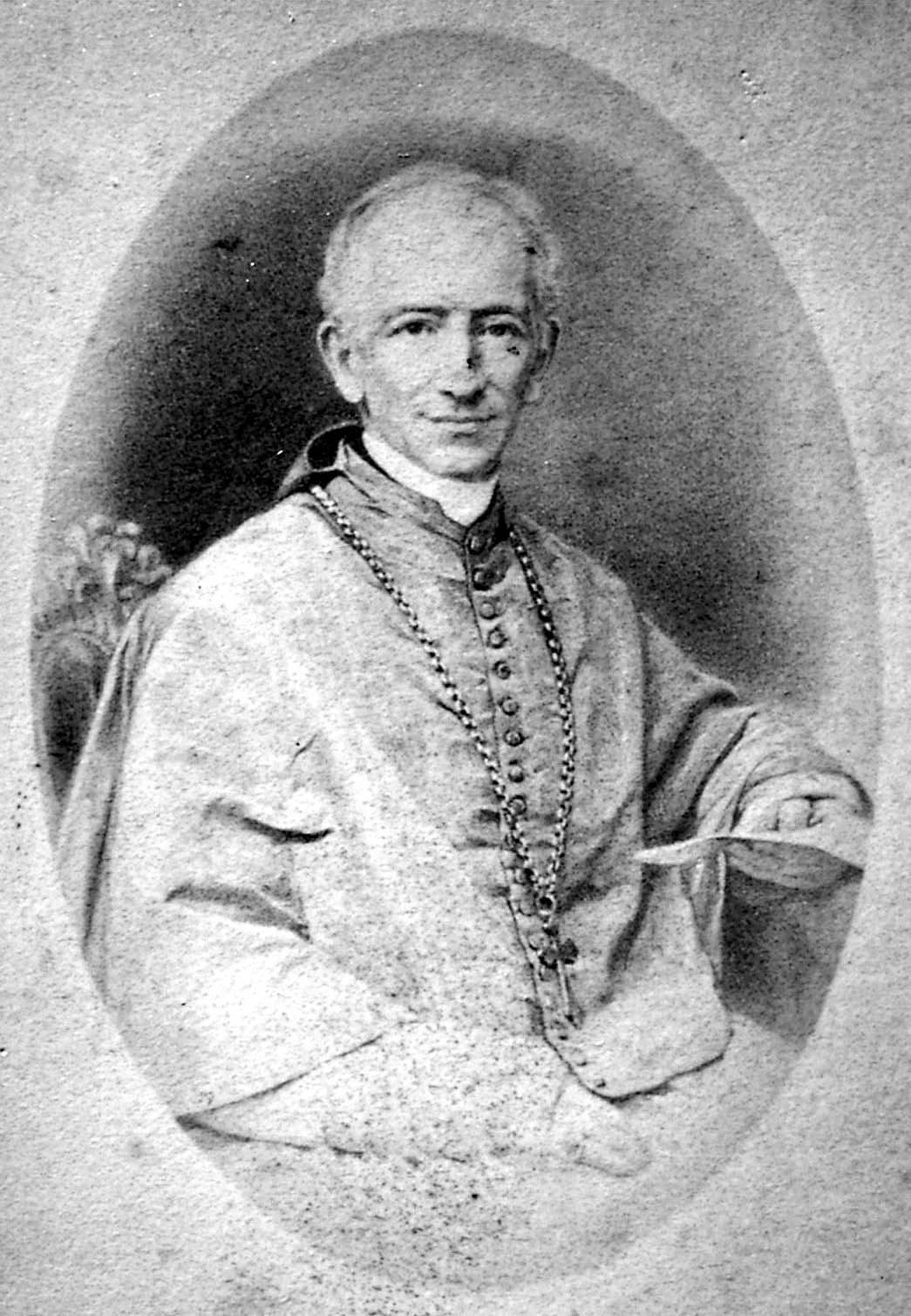
Kardinaal Pecci omstreeks 1872

### Kardinaal
Tijdens het consistorie van 19 december 1853 werd hij verheven tot kardinaal. De Basiliek van San Crisogono in Trastevere werd zijn titelkerk.

### Paus

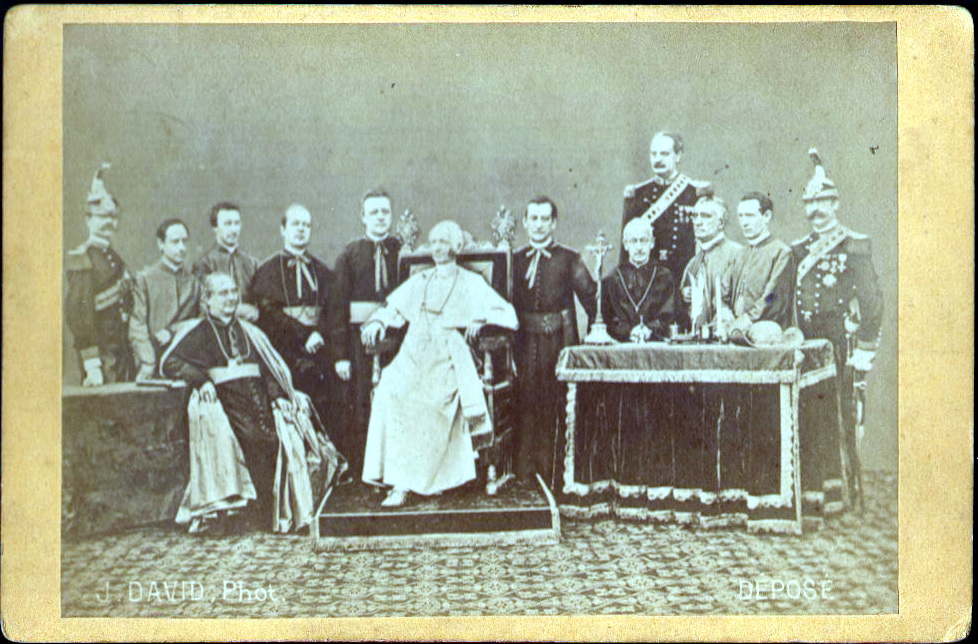
Paus Leo XIII met zijn Vaticaanse hofhouding, in juni 1878 gefotografeerd door Jules David

Op 20 februari 1878 volgde hij paus Pius IX op als paus en nam de naam Leo aan. Hij probeerde de Kerk en de moderne samenleving van de negentiende eeuw dichter bij elkaar te brengen, nadat de Syllabus Errorum van Pius IX deze twee uit elkaar had gedreven door vele gangbare Europese politieke of wetenschappelijke denkbeelden te veroordelen. Te midden van de democratiseringsgolf van de tweede helft van 19e eeuw hield Leo XIII wel stevig vast aan God en de Kerk, niet het volk of de natie, als bron van macht (Immortale Dei (1885), Sapientiae Christianae (1890)) en bestreed hij opvattingen als vrijheid van woord en pers, en de gelijkheid onder de kerken. Hij droomde van het geestelijk leiderschap over alle christelijke volken en van de restauratie van de Pauselijke Staten. Samen met Mariano Rampolla, zijn staatssecretaris van 1887 tot 1903, maakte hij ook een eind aan de gespannen verhouding met Bismarck, die tijdens de Kulturkampf de invloed van de Katholieke Kerk in Duitsland wilde terugdringen. Leo XIII was de eerste paus die openlijk de Franse Republiek steunde (het ralliement, Au milieu des sollicitudes van 1892), hetgeen vele Franse monarchisten tegen hem deed keren. In Zuid-Amerika legde hij goede contacten met de nieuw ontstane republieken.
Intussen leefde hij in de vrijwillige gevangenschap van de paus op het Vaticaanse grondgebied en riep hij Italiaanse katholieken op om niet te stemmen bij Italiaanse verkiezingen en zich niet verkiesbaar te stellen.
Paus Leo XIII schreef meerdere encyclieken, waarvan Rerum Novarum (Over nieuwe dingen) uit 1891 de bekendste is. Hierin legde hij zijn visie neer op werk en arbeid. In de encycliek Aeterni Patris (1879) beval hij de studie van het thomisme aan, waardoor hij een nieuwe impuls gaf aan de bestudering van de werken van de dominicaanse theoloog Thomas van Aquino. Meer in het algemeen pleitte hij voor een katholieke wetenschapsbeoefening, ook die van de tot dan toe zo gewantrouwde natuurwetenschappen. Mede daarom werd hij gewantrouwd door de ultramontanen.
Leo XIII opende in 1883 de deuren van de Vaticaanse archieven voor alle wetenschappers zonder onderscheid naar hun geloof, waarbij documenten globaal pas 75 jaar na hun ontstaan mogen worden ingekeken.
In 1888 stelde Leo XIII, ter gelegenheid van zijn vijftigjarig priesterjubileum, het onderscheidingskruis Pro Ecclesia et Pontifice in.
Zijn toenadering tot de Anglicaanse Kerk mislukte: in zijn bul Apostolicae Curae van 1896 verklaarde hij haar priester- en bisschopswijdingen en apostolische successie ongeldig. De wijdingen van de orthodoxe kerken werden wel als geldig bevestigd.
Leo XIII probeerde de verloren wereldlijke macht van de Pauselijke Staat in Italië te herstellen. Internationaal streefde hij concordaten na om de verhouding tussen Kerk en staat te verbeteren. Door zijn veelzijdige activiteit slaagde hij erin de functie van paus veel meer aanzien te geven dan in de eeuwen ervoor.
Leo XIII stierf op 20 juli 1903, 93 jaar oud – voor zover bekend de oudste regerende paus in de geschiedenis – en werd opgevolgd door paus Pius X. Zijn grafmonument, vervaardigd door Giulio Tadolini, is te vinden in de op Leo's initiatief gerestaureerde Sint-Jan van Lateranen.

## Film
Paus Leo XIII is de eerste paus van wie filmbeelden beschikbaar zijn en wiens stem is vastgelegd. Deze beelden zijn opgenomen in 1896, toen Leo XIII 86 jaar oud was. De filmbeelden zijn gemaakt door William Kennedy Laurie Dickson, samen met Thomas Edison, een van de uitvinders van de film.

## Enkele encyclieken
Zie ook: Lijst van encyclieken van paus Leo XIII
- Supremi Apostolatus Officio over de verbreiding en versterking van de Rozenkransdevotie (1 september 1883)
- Humanum Genus over de vrijmetselarij (20 april 1884)
- Libertas Praestantissimum over de menselijke vrijheid (20 juni 1888)
- Rerum Novarum over kapitaal en arbeid (eerste 'sociale encycliek') (15 mei 1891)
- Octobre Mense over het bidden van de rozenkrans in de oktobermaand (22 september 1891)
- Providentissimus Deus over de studie van de Heilige Schrift (18 november 1893)
- Divinum illud munus over de H. Geest (9 mei 1897)

## Mariadevotie
Leo XIII gaf de opdracht om de beelden van Onze-Lieve-Vrouw van La Salette, OLV van Tongeren, Basse Wavre, OLV van Antwerpen en Onze-Lieve-Vrouw van Guadalupe pauselijke te kronen.

## Geschriften
- Leonis XIII Carmina, Inscriptiones, Numismata, ed. Joseph Bach (1903)